# Crespo (Argentina)
Crespo è una città dell'Argentina situata nella provincia di Entre Ríos. Nel 2001 aveva una popolazione di 17 465 abitanti.

## Geografia
Crespo è situata a 42 km a sud-est dal capoluogo provinciale Paraná.

## Etimologia
Il toponimo trae origine da Don Ignacio Crespo Rodríguez del Fresno, proprietario delle terre dove sorge l'odierna Crespo.

## Storia
Nel 1885 sull'area dove sorge l'attuale città fu costruita una stazione ferroviaria, chiamata Crespo, della ferrovia centrale Entrerriana. Questo fatto favorì l'insediamento nella zona di alcune famiglie di immigrati, principalmente creoli, italiani e spagnoli. Due anni dopo, nel 1887, s'insediarono nei paraggi le prime quaranta gruppi famigliari di tedeschi del Volga, comunità che sarà successivamente protagonista della vita economica e culturale della città. Agli inizi del XX secolo giunsero a Crespo anche degli immigrati ebrei.
Nelle decadi successive la città si affermerà come importante centro agroindustriale, basato principalmente sull'avicoltura.

## Economia
Crespo è conosciuta come la capitale nazionale dell'avicoltura per la presenza nel territorio di numerose attività avicole legate principalmente alla produzione ed al commercio di uova e carni bianche.

## Infrastrutture e trasporti
Crespo è un importante snodo stradale in quanto situato all'intersezione tra le strade nazionali 12 e 131, e la provinciale 32.